# République (videojuego)
République es un videojuego de terror perteneciente al género de supervivencia y sigilo, desarrollado por Camouflaj LLC y Logan Games. El juego fue anunciado originalmente para los dispositivos iOS, pero desde entonces se ha ampliado para OS X, Windows y PlayStation 4. Una campaña de Kickstarter micromecenazgo se completó con éxito el 11 de mayo de 2012, recaudando más de $550.000 dólares. El primer episodio, Exordio, fue lanzado para iOS el 19 de diciembre de 2013, y para Mac OS X y Windows el 2014. El segundo episodio, Metamorfosis, fue lanzado para iOS el 30 de abril de 2014. El episodio 3 "Unos y Ceros" fue lanzado el 20 de octubre de 2014. La versión del episodio 3 para Microsoft Windows y OS X, fue liberada junto con los dos episodios anteriores el 26 de febrero de 2015. La versión de Linux y SteamOs ha sido cancelada.

## Jugabilidad
République combina elementos de acción y sigilo con survival. Los jugadores se comunican con el personaje principal, una mujer joven llamada Hope, a través de su Android, iPhone, iPad, iPod touch o computadora, con el fin de ayudarla a escapar. El jugador controla las cámaras de vigilancia en el Estado totalitario ficticio de Metamorfosis con el fin de supervisar las acciones de Hope, así como hackear varios dispositivos electrónicos. La interfaz que el jugador debe utilizar es el software "OMNI View", que les permite bloquear y desbloquear las puertas así como muchos otros artefactos, distraer a los Prizrak (guardias), y obtener información. En algunas situaciones el jugador debe actualizar "OMNI View" a versiones superiores, lo que les permite acceder a las áreas que cuentan con mayor seguridad. En las versiones de Mac OS X y Windows, los jugadores son capaces de acceder a varias cámaras a la vez.

## Historia
République tiene lugar en un estado totalitario sin nombre (similar a la Oceanía del escritor George Orwell en su novela 1984), dentro de una instalación llamada "Metamorfosis". En este caso, los Prizrak (la gente del estado totalitario), realizan experimentos misteriosos en "Pre-Cals ", las personas que han nacido y crecido en la instalación. Una de las mujeres pre-Cal, Hope (voz de Rena Strober), se las arregla para ponerse en contacto con el jugador a través de sus teléfono, y le pide ayuda a escapar de Metamorfosis. Ella y el jugador reciben la ayuda de Cooper, un agente estadounidense que trabaja encubierto en Metamorfosis. Otros personajes incluyen a Daniel Zager (voz de David Hayter), un revolucionario fallecido que deja registros de audio detrás de Hope y el jugador; y Mireille Prideaux (voz de Jennifer Hale), quien se desempeña como cuidador de Hope.

## Argumento
La decisión fue tomada para lanzar République en varias partes (episodios), prevista para su lanzamiento cada varios meses.  La historia sigue a Hope, una joven atrapada en una instalación distópica conocida como "Metamorfosis". Las cámaras dentro de la instalación se pueden controlar, lo que permite al jugador determinar si el cruce de una zona es segura antes de enviar a Hope ciegamente hacia adelante. El objetivo es ayudar a escapar a Hope no sólo de sus captores, sino de toda la sociedad distópica, si es posible.

### Episodio 1: "Exordio"
Fecha de lanzamiento: 19 de diciembre de 2013
Al principio del juego, el jugador acepta una llamada de una persona desconocida, y descubre un video en vivo de Hope, quien suplica ayuda. El jugador debe hackear la cámara de seguridad de la habitación, y después observa cómo Mireille entra en la habitación y se enfrenta a Hope con un libro "desfigurado" que contiene las palabras de Zager. Después Mireille le envía a una celda de aislamiento, Cooper descubre el teléfono de Hope, y se las arregla para ir (con el jugador) de nuevo con ella. Después de que el jugador hackea la puerta de la celda abierta, Hope sale de la celda, con el jugador mirando a través de las cámaras de seguridad. Cooper contacta al jugador a través de texto a voz, alegando que él quiere ayudar a Hope a escapar de Metamorfosis, da consejos a los jugadores y la información útil a medida que avanzan a través de la instalación.

### Episodio 2: "Metamorfosis"
Fecha de lanzamiento: 30 de abril de 2014
Una serie de nuevas características de juego se han añadido al segundo episodio, el fundador de Camouflaj, Ryan Payton revela:
"En lugar de simplemente darle el siguiente capítulo al jugador y seguir con la historia de Hope, hemos añadido demasiadas novedades. Nuestras ambiciones terminaron siendo una pesada carga para nuestro equipo de desarrollo de estos últimos cuatro meses, incluyendo un nuevo mapa 3D, nuevas habilidades OMNI View, tres nuevos rompecabezas y mi nueva característica favorita: el ARC Prizrak - lo que realmente aporta mucho a la supervivencia y horror la sensación del juego."

### Episodio 3: "Unos y ceros"
Fecha de lanzamiento: 20 de octubre de 2014

## Desarrollo
Ryan Payton, fundador de Camouflaj, inició el proyecto porque quería "dejar de quejarse de la falta de verdaderos juegos en el móvil y empezar a hacer uno". La idea de Hope se produjo cuando estaba realizando un experimento mental acerca de cómo hacer Love Plus para una audiencia occidental. Payton cita 1984 como una gran influencia en la atmósfera. El juego también se inspira en metal Gear, el primer Resident Evil, y Demon's Souls. Los temas centrales son "voyeurismo, la paranoia, la censura y control". Logan, cofundador de Alexei Tylevich sirve como director de arte; Logan se centra en el desarrollo visual mientras Camouflaj maneja el modo de juego y sistemas. Payton afirma el juego tendrá una duración de 4-6 horas y función de exploración estilo "Metroidvania".
El 11 de abril de 2012, Camouflaj lanzó una campaña de Kickstarter micromecenazgo para recaudar $550.000 dólares para ayudar con los costos de desarrollo. El juego fue inicialmente solo para dispositivos iOS pero las versiones de Mac OS X y Windows se anunciaron dos semanas más tarde, el proyecto fue financiado el 11 de mayo de 2012 con un total de $555,662 dólares.

## Recepción
| Videojuego                 | GameRankings | Metacritic             |
| -------------------------- | ------------ | ---------------------- |
| République                 | {{{gr1}}}    | PS4: 72/100            |
| Episode 1: Exordium        | {{{gr2}}}    | iOS: 77/100 PC: 77/100 |
| Episode 2: Metamorphosis   | {{{gr3}}}    | iOS: 79/100            |
| Episode 3: Ones and Zeroes | {{{gr4}}}    | iOS: 75/100            |
| Episode 4: God's Acre      | {{{gr5}}}    | PC: 63/100             |
| Episode 5: Terminus        | {{{gr6}}}    | PC: 69/100             |

### Episodio 1: Exordio
El Episodio 1: Exordio recibió críticas positivas. Recibió una puntuación aproximada de 76,76% en GameRankings basado en 25 críticas y 77/100 en Metacritic basado en 34 opiniones.

### Episodio 2: Metamorfosis
Para el Episodio 2: Metamorfosis, este recibió críticas positivas. Recibió una puntuación de 78,71% en GameRankings basado en 14 críticas y 79/100 en Metacritic basada en 20 opiniones.

### Episodio 3: Unos y ceros
El Episodio 3: Unos y ceros recibió críticas positivas. Recibió una puntuación de 75,87% en GameRankings basada en 8 críticas y 75/100 en Metacritic basada en 11 opiniones.